# Kəmaləddin Heydərov

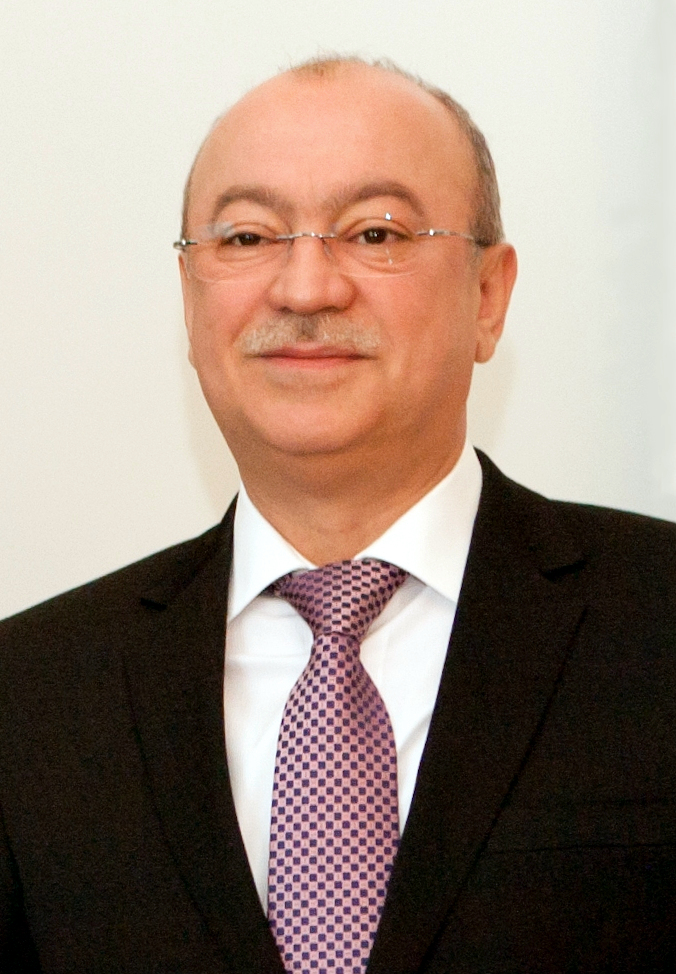
Kəmaləddin Heydərov

Kəmaləddin Heydərov, eingedeutscht Kämaläddin Hejdärow (* 15. Juli 1961 in Çeşməbasar, Babek, ASSR Nachitschewan, Aserbaidschanische SSR, UdSSR), ist ein aserbaidschanischer Staatsmann und seit 2006 Katastrophenschutzminister Aserbaidschans.

## Werdegang
Heydərov schloss 1978 die Allgemeinschule Nr. 1 in Nachitschewan ab. Anschließend studierte er bis 1984 das Fach „Geologische Erkundung“ an der Staatlichen Universität Baku. Einen weiteren Hochschulabschluss erwarb er im Fachgebiet Völkerrecht.
Seine berufliche Laufbahn begann Heydərov als Techniker in einem geologischen Erkundungsinstitut in Baku. Nach zweijährigem Aufenthalt in Usbekistan (1992–1994) wurde er im Januar 1995 zum Vorsitzenden des Staatlichen Zollkomitees der Republik Aserbaidschan ernannt.
Im Dezember 2005 wurde Heydərov zum Leiter des neu errichteten Katastrophenschutzministeriums von Aserbaidschan berufen und bekleidet diesen Posten bis heute.

## Kritik
Seit seinem Aufstieg zum Chef des Zollkomitees gilt Heydərov als einer der größten und einflussreichsten Oligarchen Aserbaidschans. Er zählt zum inneren Zirkel um den Präsidenten İlham Əliyev. Während seiner Amtszeit wurde ein System der totalen Kontrolle über Importe und Exporte geschaffen. Laut Informationen der Enthüllungsplattform WikiLeaks steht Heydərov an der Spitze der Monopolisierung der aserbaidschanischen Wirtschaft.
Heydərov beherrscht unter anderem die Ein- und Ausfuhr von Gütern in der Baubranche, Lebensmittel-, Textil- und Tabakindustrie, wodurch er sich ein riesiges Business-Imperium aufgebaut hat. Im Besitz von Heydərov befinden sich 250 Unternehmen aus unterschiedlichen Wirtschaftssektoren (Bankwesen, Landwirtschaft, Tourismus etc.). Kritiker bezeichnen ihn noch als „König der Hotels“. Er ist Inhaber von 14 Luxushotels in Baku, Lənkəran und Qəbələ.